# Przysucha
Przysucha je město v Polsku v Mazovském vojvodství v okrese Przysucha. Je centrem vesnické gminy Przysucha. V roce 2024 zde žilo 5 245 obyvatel.

## Historie
První listinná zmínka pochází z r. 1415. V r. 1710 byla Przysucha povýšena na město. Od 18. století do holokaustu byla jedním z center chasidismu.

## Gmina
Město Przysucha tvoří městskou gminu. Současně je sídlem vesnické gminy, do níž patří následující obce se starostenstvími (Sołectwo):
Beźnik
Dębiny
Długa Brzezina
Gaj
Gliniec
Głęboka Droga
Hucisko
Jakubów
Janików
Janów
Kolonia Szczerbacka
Kozłowiec
Krajów
Kuźnica
Lipno
Pomyków
Ruski Bród
Skrzyńsko
Smogorzów
Wistka
Wola Więcierzowa
Zawada
Zbożenna
Dalšími obcemi gminy jsou:
Bociany
Dębiny-Kolonia
Drutarnia
Fryszerka
Gwarek
Kolonia Beźnik
Kolonia Janików
Mariówka
Rudnik
Gajówka
Gąsiorów
Puszcza
Rawicz
Suchodół
Zapniów